# Tesco Bank
Tesco Personal Finance plc, operante come Tesco Bank, è una banca britannica fondata nel 1997, con sede a Edimburgo.
La banca è stata costituita come parte di una joint venture 50:50 tra la Royal Bank of Scotland e Tesco, il più grande supermercato del Regno Unito.
In seguito, Tesco ha acquisito la partecipazione di Royal Bank of Scotland, che ha fatto sì che la banca diventasse una società interamente controllata, che attualmente opera con una propria licenza bancaria ai sensi del Financial Services Compensation Scheme. La banca offre una gamma di assicurazioni, carte di credito, prestiti, risparmi, mutui e prodotti di viaggio. Tesco Bank ha anche lanciato un conto corrente nel giugno 2014, ma ha smesso di accettare nuove richieste di conto corrente nel 2019 e tutti i conti correnti esistenti sono stati chiusi nel novembre 2021. Ciò è dovuto al fatto che pochi clienti utilizzavano il conto corrente come conto principale.
I clienti di Tesco Bank possono accumulare punti Tesco Clubcard acquistando prodotti finanziari.

## Storia
Prima della costituzione di Tesco Personal Finance plc (TPF), Tesco aveva una joint venture bancaria con NatWest, terminata nel febbraio 1997. TPF è stata fondata nel luglio dello stesso anno, dopo il successo del lancio della Sainsbury's Bank da parte del suo principale concorrente, Sainsbury's. La banca è stata lanciata come joint venture con la Royal Bank of Scotland (RBS), che ha gestito tutte le transazioni finanziarie.
Società affiliate della RBS, come Direct Line, UKI e Lombard Direct, hanno contribuito alla fornitura di prodotti assicurativi da parte di Tesco Personal Finance. Nel luglio 2008, Tesco ha annunciato l'acquisto della quota del 50% della Royal Bank of Scotland per 950 milioni di sterline; la transazione è stata completata nel corso dello stesso anno. Nell'ottobre 2009, Tesco Personal Finance è stata ribattezzata Tesco Bank.
Nel febbraio 2024, Barclays ha annunciato l'acquisizione delle attività di carte di credito, prestiti e risparmio della banca per 700 milioni di sterline, mentre Tesco ha mantenuto le attività di assicurazione, ATM, denaro per i viaggi e carte regalo.

## Servizi
Tesco Bank offre una gamma di conti personali, tra cui carte di credito, prestiti, conti di risparmio, assicurazioni e cambio valuta. I mutui sono stati aggiunti nell'agosto 2012, dopo aver offerto per breve tempo i prodotti forniti da First Active nel novembre 2004. Nel dicembre 2013, la banca ha confermato l'intenzione di lanciare un conto corrente, e il primo conto è stato lanciato il 10 giugno 2014. Nel 2014, Tesco Bank ha lanciato la sua prima app per dispositivi mobili, a supporto dei suoi prodotti transazionali principali (conti correnti e di risparmio, nonché carte di credito). Negli anni successivi, ha lanciato una serie di funzionalità innovative, tra cui il “balance peek” nel 2015, ed è stata la prima banca al mondo a distribuire un'app per Apple Watch al momento del lancio nello stesso anno.
Nel settembre 2019, la Tesco Bank ha venduto il suo portafoglio di mutui al Lloyds Banking Group, e, nel febbraio 2020, ha deciso di non offrire più conti correnti ai nuovi clienti. Il 26 luglio 2021 la Tesco Bank ha annunciato la chiusura di tutti i conti correnti dei suoi clienti, citando “attività limitate”.

## Sedi
Tesco Bank è registrata in Scozia al 2 South Gyle Crescent, Edimburgo EH12 9FQ. Mentre operava come joint venture, la banca condivideva la sede legale con la Royal Bank of Scotland a St Andrew Square, Edimburgo. Nel luglio 2010, Tesco Bank ha aperto due importanti uffici al Quorum Business Park di Newcastle e uno più grande al Broadway One di Glasgow. Da allora, è stato aperto anche un ufficio a South Gyle, Edimburgo.
Nel marzo 2009, Tesco ha avviato un piano per l'introduzione di filiali nei negozi, con il marchio Tesco Bank. Il 14 maggio 2016, Tesco Bank ha chiuso tutte e tre le filiali rimanenti, concentrandosi su una banca completamente online.
Inoltre, esistono oltre trecento Tesco Travel Money Bureaux, uffici di cambio in negozio, gestito da una joint venture con Travelex.

## Controversie

### Incidente di frode nel 2016
Il 6 novembre 2016, i giornali britannici hanno riportato che i clienti della Tesco Bank riferivano di aver perso centinaia o in alcuni casi migliaia di sterline dai loro conti, con alcuni che riferivano di transazioni non autorizzate con carte provenienti dal Brasile. Il giorno successivo, la banca ha sospeso le transazioni online e ha rilasciato una dichiarazione in cui affermava che erano stati colpiti fino a 40.000 clienti.
Le azioni del gruppo di vendita al dettaglio sono scese del 3% in seguito alla notizia. Martedì 8 novembre, l'amministratore delegato della Financial Conduct Authority del Regno Unito ha chiesto una sintesi della questione da parte di una commissione parlamentare e ha dichiarato che “ci sono elementi di questo caso che sembrano senza precedenti ed è grave, chiaramente”. La banca ha dichiarato che l'attacco informatico ha causato la perdita di 2,5 milioni di sterline. Successivamente, la Financial Conduct Authority del Regno Unito ha chiesto alla banca di pagare 16,4 milioni di sterline come sanzione.